# Vernon Bartlett
Vernon Bartlett (Westbury, 30 de abril de 1894-18 de enero de 1983), fue un político y periodista británico.

## Biografía
Después de recibir su formación en la Blundell's School, fue declarado «no apto» para el ejército cuando quiso alistarse con ocasión de la Primera Guerra Mundial. Como periodista trabajó para el Daily Mail, Reuters y corresponsal en el extranjero para The Times. En 1922 lo designaron director de la oficina de Londres de la Sociedad de Naciones, cargo que desempeñó durante una década. En 1933 entró a trabajar en el News Chronicle donde fue corresponsal durante veinte años.
En 1938 obtuvo un escaño en la Cámara de los Comunes por Somerset en la Coalición Frente Popular, opuesta a la política de apaciguamiento del gobierno frente a Hitler, puesto que mantuvo durante doce años.
En 1942 junto a Richard Acland, J. B. Priestley y Tom Wintringham fundó el Common Wealth Party. En 1950 se afilió al Partido Laborista.
En 1954 abandonó el News Chronicle y se trasladó a Singapur donde fue comentarista político para el The Straits Times y corresponsal en el este de Asia para el The Guardian.